# أليكس فيني (لاعب كرة قدم)
أليكس فيني (بالإنجليزية: Alex Finney)‏ هو لاعب كرة قدم بريطاني في مركز الدفاع، ولد في 8 يونيو 1996 في هدرسفيلد في المملكة المتحدة. لعب مع بولتون واندررز.

## وصلات خارجية
- أليكس فيني (لاعب كرة قدم) على موقع قاعدة بيانات كرة القدم.إي يو (الإنجليزية)
- أليكس فيني (لاعب كرة قدم) على موقع Soccerbase.com (لاعب) (الإنجليزية)
- أليكس فيني (لاعب كرة قدم) على موقع Soccerway.com (الإنجليزية)